# Харрис, Джеймс Говард, 3-й граф Малмсбери
Джеймс Говард Харрис, 3-й граф Малмсбери (англ. James Howard Harris, 3rd Earl of Malmesbury; 25 марта 1807, Лондон, Соединённое королевство Великобритании и Ирландии — 17 мая 1889, там же) — британский аристократ, государственный и политический деятель викторианской эпохи, пэр Соединённого королевства. Министр иностранных дел Великобритании с 27 февраля по 28 декабря 1852 и с 26 февраля 1858 по 18 июня 1859. Лорд-хранитель Малой печати с 6 июля 1866 по 1 декабря 1868 и с 21 февраля 1874 по 12 августа 1876. Лидер палаты лордов с 27 февраля по 1 декабря 1868.

## Происхождение и образование
Джеймс Говард Харрис родился 25 марта 1807 года в Лондоне, старший сын и наследник Джеймса Харриса, 2-го графа Малмсбери, и его жены Гарриет Сьюзан Дэшвуд, дочери Фрэнсиса Бейтмана Дэшвуда из Уэлл-Вейла, Линкольншир, и его жены, Терезы Марч, дочери Джона Марча из Уиллслет-Парка, Кембриджшир. Получив частное образование, он поступил в Итонский колледж, государственную школу, и Ориел-колледж в Оксфорде, окончив последний в 1828 году со степенью бакалавра гуманитарных наук. В годы, последовавшие за его выпуском, он путешествовал по Европе и знакомился с аристократическими кругами, познакомившись с принцем Луи Наполеоном, который позднее станет императором Франции Наполеоном III.

## Семья
Харрис женился впервые 13 мая 1876 года на леди Коризанде Эмме Беннет, дочери Чарльза Августа Беннета, 5-го графа Танкервиля, и его жены Корисанды, дочери Антуана, 9-го герцога де Грамона и сестре Аженора, 10-го герцога де Грамона, который был министром иностранных дел Франции в 1870 году. Графиня Малмсбери умерла в 1876 году. После смерти своей первой жены Малмсбери женился во второй раз, 1 ноября 1880 года, на Сьюзен Гамильтон, дочери Джона Гамильтона из Файн-Корт, Сомерсет.

## Политическая карьера

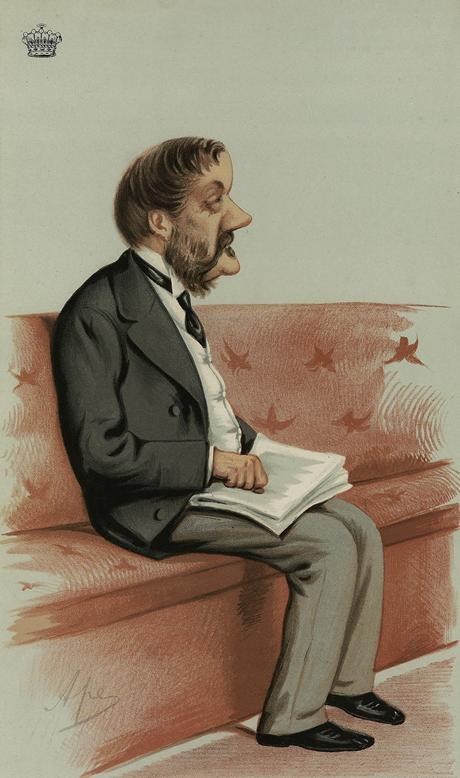
Карикатура на Джеймса Харриса, 3-го графа Малмсбери, работы Карло Пеллегрини, около 1874 ода

В 1841 году он только что был избран в Палату общин от Уилтона как консерватор, когда его отец умер, и он унаследовал титул пэра. Малмсбери служил министром иностранных дел в первом кабинете графе Дерби в 1852 году и в его втором кабинете с 1858 по 1859 год, а также был лордом-хранителем Малой печати в третьем кабинете Дерби и первом кабинете Бенджамине Дизраэли между 1866 и 1868 годами и во втором кабинете Дизраэли между 1874 и 1876 годами. В 1852 году он был принят в Тайный совет. Его считали влиятельным тори старой школы в Палате лордов в то время, когда лорд Дерби и Дизраэли, по-своему, формировали консерватизм того периода.
В течение двух коротких сроков своего пребывания на посту министра иностранных дел Малмсбери проводил осторожную консервативную политику. Его дружба с сосланным Луи Наполеоном помогла быстрому британскому согласию с решением принца-президента о восстановлении Империи в 1852 году, но не помешала Малмсбери проводить политику, относительно сочувствующую Австрии во время кризиса, приведшего к австро-итало-французской войне 1859 года. Малмсбери особенно ужаснулся поведению Кавура и тому факту, что такая маленькая страна, как Пьемонт, могла так легко поставить под угрозу европейский мир.
Его долгая жизнь и публикация «Мемуаров бывшего министра» в 1884 году способствовали его репутации. «Мемуары», очаровательно написанные, полные анекдотов и содержащие много интересного материала по истории того времени, остаются его главным воспоминанием. Лорд Малмсбери также редактировал «Дневники и переписку» своего деда (1844 год), а в 1870 году опубликовал «Первый лорд Малмсбери и его друзья».

## Личная жизнь
Лорд Малмсбери скончался бездетным 17 мая 1889 года в возрасте 82 лет, и графский титул унаследовал его племянник Эдвард Харрис.

## Титулы
- достопочтенный Джеймс Говард Харрис с 1807 года по 1820 год;
- виконт ФитцХаррис с 1820 года по 1841 год;
- 3-й граф Малмсбери с 1841 года по 1889 год.